# 田璐菡
田璐菡（1988年2月13日—），中国女影视演员、模特、主持人，出生于四川省自贡市。毕业于上海戏剧学院表演系。2009年在《昭化晓月》、《无蝉的夏天》两部电影中以出色的发挥而获得好评。目前已成为中国新生代演员中的优秀代表之一。

## 影视作品

### 电影
- 2005年《大山无言》饰演人物：小曹云
- 2009年《昭化晓月》饰演人物：柳晓月（女一） 
  - 《无蝉的夏天》饰演人物：柳柳（女一）（本片荣获第十届数字电影百合奖，优秀电影一等奖 ）
  - 《片警周鑫》饰演人物：孙琳
- 2010年《旷继勋蓬溪起义》饰演人物：杨大霞   
  - 《激浪青春》饰演人物：熊猫
- 2011年《欢迎你到阿尔村》饰演人物：尔玛依丽（女一）  
  - 《约会》饰演人物：陈晓楠

### 电视剧
- 2004年《迎春花》饰演人物：巧儿
- 2005年《我在天堂等你》饰演人物：木兰（青年）
- 2006年《沉默与谎言》饰演人物：小叶子
- 2007年《重庆谍战》饰演人物：林茜
- 2008年《镇四川》饰演人物：郑其芬
- 2009年《苍穹之昴》饰演人物：燕子
  - 《好大一颗树》饰演人物：蒋寒芳
  - 《包青天七侠五义》饰演人物：珠儿
- 2010年《包青天碧血丹心》饰演人物：喜鹊  
  - 《传奇之王》饰演人物：阿珍（客串）
- 2011年《纸船明烛照天烧》饰演人物：夏沫  
  - 《四川往事》饰演人物：青木千鹤（孟千鹤）
- 2013年《陸貞傳奇》饰演人物：陈秋娘
- 2015年《殊死七日》饰演人物：王莹

### 参加活动及形象代言
- 第十一届北京大学生电影节红地毯获奖者
- CCTV6《爱说电影》2010年第151期嘉宾
- 湖南卫视《锋尚之王》嘉宾
- 北京卫视BTV秀场电影《将爱情进行到底》嘉宾
- 浙江省医学科普杂志《健康博览》嘉宾
- 四川“尚摄影”形象代言人
- 南国灯城新年狂欢之夜 2012我们出发——《天下自贡人》首播盛典群星演唱会主持人

## 外部連結
- 田璐菡的新浪微博
- 田璐菡在互联网电影资料库（IMDb）上的資料（英文）